# Lennon (musical)
Lennon és un musical amb música i lletra de John Lennon i llibret de Don Scardino, qui també va dirigir la seva estrena. El musical tracta sobre la vida de Lennon i destaca per l'elecció de Scardino de basar-se gairebé exclusivament en les pròpies paraules de Lennon i centrar-se en la carrera en solitari de Lennon, sense cançons del catàleg Lennon-McCartney.
El "bio-musical de 7 milions de dòlars" es va estrenar per primera vegada a San Francisco, Califòrnia , l'abril de 2005. Després del que The Times el descrivís com "una prova problemàtica a San Francisco, una carrera cancel·lada a Boston i una reescriptura radical",va tenir 42 prèvies i 49 funcions al Broadhurst Theatre de Broadway del del 14 d'agost al 24 de setembre de 2005. El paper de Lennon és interpretat per intèrprets d'ambdós sexes i diferents edats i colors de pell, un enfocament que Scardino va dir que es va inspirar "I Am the Walrus" on Lennon escriu: "Jo sóc ell, com tu ets ell, com tu ets jo, i estem tots junts". ("I am he, as you are he, as you are me, and we are all together"). Aquest ús de diversos actors es va reduir després de la producció de San Francisco, amb la reescriptura final amb un sol actor que narrava la història de Lennon.
Yoko Ono va participar activament en la producció, conservant l'aprovació final del guió i exigint als productors de Broadway del programa que completessin el guió i el presentessin en directe (encara que en format taller). Els crèdits del programa incloïen la frase "Amb un agraïment especial a Yoko Ono Lennon".
L'ús limitat de les cançons dels Beatles, atribuït a eleccions creatives i no a problemes de llicència, va portar els crítics a descartar el treball com a "Onocentric". Ono no es va disculpar per l'elecció: "Si posem 'Yesterday' no és realment just per als Beatles perquè ens recolzem en el seu poder. Estem parlant de John ara, gràcies." Més tard va dir: "Definitivament és la història de John, des de Liverpool 1940 fins a Nova York 1980. Jo sóc la cara B, i així hauria de ser. Crec que li hauria encantat." El musical també omet clarament qualsevol menció de May Pang, l'amant de Lennon durant un període de 18 mesos el 1974–75 quan el cantant es va separar d'Ono.

## Estrena de Broadway
La producció de Broadway va iniciar les funcions prèvies el 7 de juliol de 2005, es va estrenar el 14 d'agost de 2005, durant quaranta-un dies, i es va tancar el 24 de setembre del mateix any.
L'estrena a Broadway va ser produïda per Allan McKeown, Edgar Lansbury (que va concebre l'espectacle i va portar a Scardino), Clear Channel Entertainment i Jeffrey Sine.
El repartiment de la nit d'obertura de Lennon incloïa Will Chase (que com a narrador era el "protagonista" de John Lennon), Chuck Cooper, Julie Danao-Salkin, Mandy Gonzalez, Marcy Harriell, Chad Kimball, Terrence Mann, Julia Murney, Michael Potts, Rona Figueroa, Mark Richard Ford, Nicole Lewis i Darin Murphy.
El programa es va obrir a crítiques horribles, amb Ben Brantley del The New York Times afirmant que "En les paraules immortals de Yoko Ono, "Aieeeee!" Un crit primigeni ferotge, del tipus que la Sra. Ono és famosa com a artista d'actuació i enregistrament, és sens dubte la resposta més saludable a l'agonia de "Lennon", el santuari musical construït amb jerry que es va inaugurar ahir a la nit al Broadhurst Theatre.
Playbill va citar Paul Shaffer en la seva cobertura de la nit d'obertura del musical: Només vaig pensar que era fenomenal. Em va recordar la influència que va tenir en John: la forta influència que va tenir no només a la música popular sinó a la cultura, i com el trobem a faltar. Va ser un escriptor notable. Seria enganxós, així que t'encantava la cançó de seguida, i després la segona vegada en sentiries més. Admetem-ho: com més escoltes la seva música, més escoltes. Encara estic aprenent coses quan escolto les seves cançons.

## Cançons
El musical inclou dues cançons inèdites de Lennon: "India, India" i "I Don't Want to Lose You". Un article de Playbill del desembre de 2004 esmentava que també s'inclouria la cançó de Lennon "Cookin' (in the Kitchen of Love)" (escoltada a l' àlbum de Ringo's Rotogravure de Ringo Starr), encara que la cançó es va tallar abans de l'estrena a Broadway.
| Acte I - "New York City" - "Mother" - "Look at Me" - "Money (That's What I Want)" - "Twist and Shout" - "Instant Karma!" - "India, India" - "Real Love" ("Girls and Boys") - "Oh My Love" - "Mind Games" - "The Ballad of John and Yoko" - "How Do You Sleep?" - "God" - "Give Peace a Chance" | Acte II - "Power to the People" - "Woman Is the Nigger of the World" - "Attica State" - "Gimme Some Truth" - "I'm Losing You"/"I'm Moving On" - "I'm Stepping Out" - "I Don't Want to Lose You" - "Whatever Gets You thru the Night" - "Woman" - "Beautiful Boy (Darling Boy)" - "Watching the Wheels" - "(Just Like) Starting Over" - "Grow Old with Me" - "Imagine" |